# Parafia św. Antoniego Padewskiego w Huszlewie
Parafia św. Antoniego Padewskiego w Huszlewie – parafia rzymskokatolicka w dekanacie Łosice diecezji siedleckiej.

## Zasięg parafii
Do parafii należą wierni z miejscowości: Huszlew, Bachorza, Dziadkowskie, Felin, Juniewicze, Kiełbaski, Kobylany, Kownaty, Krasna, Krzywośnity, Liwki Szlacheckie, Liwki Włościańskie, Waśkowólka, Władysławów, Wygoda, Wygnanki, Zienie i Żurawlówka.

## Historia
Pierwszy kościół w Huszlewie wystawił w 1666 roku Wojciech Emeryk Mleczko herbu Doliwa, wojewoda podlaski i senator, dziedzic dóbr Szkopy i Huszlew, wraz z żoną Anną z Bnina Opalińską. Parafię huszlewską erygowano dnia 16 czerwca 1666 roku.
Z uwagi na źle wybrany teren pod zabudowę w 1689 roku budowlę w całości przeniesiono w inne, bardziej suche miejsce.
18 lipca 1730 roku poświęcono kamień węgielny pod nową świątynię. Fundatorami byli książę Franciszek Woroniecki herbu Korybut i jego żona Anna Wyrozębska. Kościół – ukończony po czterech latach budowy – został poświęcony 11 lipca 1734 roku.
W 1758 uroczystej konsekracji dokonał biskup łucki Erazm Wołłowicz.
Budynek przetrwał do roku 1851, kiedy to władze opieczętowały kościół i zakazały w nim zgromadzeń z uwagi na fatalny stan techniczny, zagrażający bezpieczeństwu wiernych. Od sierpnia do listopada tego roku, nabożeństwa odbywały się na cmentarzu pod gołym niebem, po czym zezwolono na odprawianie nabożeństw w domu prywatnym. Od 1852 roku obrządek sprawowany był pod prowizoryczną drewnianą wiatą.
Kolejny kościół wybudowano w Huszlewie dopiero po piętnastu latach. Obecnie istniejącą świątynię wznoszono w latach 1859–1867 z ofiar wiernych, przy pomocy finansowej ówczesnego właściciela wsi – księcia Jeremiasza Woronieckiego. Dnia 13 czerwca 1867 uroczystego poświęcenia dokonał ksiądz Franciszek Garbaczewski – dziekan bialski i miejscowy proboszcz.
Kościół stał się celem lokalnych pielgrzymek za sprawą posiadania słynącego łaskami obrazu św. Antoniego Padewskiego.
W latach 1875–1905 miały miejsce prześladowania wiernych obrządku unickiego. Zabraniano im uczęszczania na odpusty do Huszlewa, egzekwując od łamiących zakaz wysokie kary pieniężne. Kiedy w 1905 roku car ogłosił ukaz o tolerancji religijnej, w parafii huszlewskiej przybywa ponad 4000 wiernych – dawnych unitów, którzy wcześniej pod przymusem zostali przyłączeni do Cerkwi prawosławnej.
W latach 1891–1919 parafia huszlewska obejmowała wiernych z Bordziłówki i Leśnej Podlaskiej, na skutek skasowania tamtejszej parafii, nieistniejącej formalnie już od roku 1875, kiedy to skasowano całą diecezję bialską. Klasztor w Leśnej zamieniono na prawosławny żeński monaster.
Podczas I wojny światowej Rosjanie zrabowali kościelne dzwony, a Niemcy organy.
W dniu 11 maja 1932 roku, kościół został konsekrowany przez biskupa podlaskiego Henryka Przeździeckiego.
Podczas ofensywy Armii Czerwonej w 1944 roku dach i sufit kościoła zostały uszkodzone przez artylerię. Restauracja kościoła miała miejsce w latach 1945–1946.

## Kościół parafialny pw. św. Antoniego Padewskiego
Kościół zbudowano w stylu neogotyckim. Murowany z cegły i kamienia polnego na planie prostokąta 28 X 13 m. z częścią prezbiterialną w kształcie trapezu, wydzieloną przez dwie kruchty. Wysokość wnętrza kościoła wynosi 15,8 m. Wnętrze oświetlają trzy pary wysokich, ostrołukowych okien z witrażami wykonanymi współcześnie oraz dwa okna w prezbiterium z witrażami z 1899 roku, wykonanymi przez zakład św. Łukasza w Warszawie, przedstawiającymi Matkę Bożą Bolesną i św. Jana. Pod postaciami umieszczono herby Korybut i Ślepowron.
We wnętrzu neogotycki ołtarz główny i ambona przebudowane w 1896 roku przez Zakład Artystyczny Antoniego Grmela z Warszawy. Z tego samego warsztatu pochodzą też chrzcielnica i dwa ołtarze boczne: Matki Bożej Nieustającej Pomocy i św. Antoniego. Zasłony do nich stanowią malowane na płótnie obrazy Józefa Buchbindera z 1897 roku, przedstawiające św. Annę i św. Jana Nepomucena. Wysoki ołtarz główny ze sceną Ukrzyżowania zwieńczony jest misternie wykonanym szczytem z pinaklami. Po jego bokach mieszczą się niewielkie wbudowane w ścianę stalle. Na wyposażeniu kościoła znajdują się też cztery feretrony, dwa konfesjonały oraz Droga Krzyżowa ufundowana w 1923 roku.
Elewacja kościoła jest otynkowana i wykończona gzymsem. Fasada główna – ujęta w dwie skarpy – zwieńczona jest trójkątnym szczytem z pięcioma sterczynami, z których środkowa posiada arkadę z sygnaturką. Nad ostrołukowym portalem, również ujętym dwoma skarpami, znajduje się oculus z rozetą. Na ścianie fasady tablica fundacyjna poświęcona Jeremiaszowi Woronieckiemu.
Teren przykościelny ogrodzony jest kamiennym murem z dwoma furtkami i oryginalną arkadową, trójprzęsłową dzwonnicą-bramą z 1860 roku.
Na terenie należącym do kościoła znajdują się też: drewniana plebania z końca XIX wieku oraz kostnica zbudowana z kamienia polnego w 1860 roku.

## Cmentarz parafialny
Położony przy drodze do Białej Podlaskiej w odległości ok. 400m od kościoła cmentarz parafialny posiada powierzchnię 1,6 ha.
Założony został w 1844 roku, a powiększony w roku 1946.
Cmentarz ogrodzony jest kamiennym murem z ceglaną arkadową dzwonnicą-bramą. Kwatery wyznaczają dwie krzyżujące się aleje – osie zbliżonego do kwadratu planu cmentarza.
Najstarsze zachowane nagrobki należą do Andrzeja Tyborowskiego oraz Marianny z Przeradoskich Nowodworskiej i pochodzą z lat 1840–1844. Pozostałe nagrobki z połowy XIX i przełomu XIX i XX wieku należą do okolicznych właścicieli ziemskich i księży (m.in. grób ks. Franciszka Garbaczewskiego).
Na cmentarzu znajduje się również ceglana ażurowa kaplica wsparta na trzech filarach. Wewnątrz kaplicy ołtarz z figurą Chrystusa Ukrzyżowanego. Według niepotwierdzonych danych jest to kaplica grobowa ostatnich właścicieli Huszlewa – książąt Woronieckich, zmarłych przed 1939 rokiem.